# Panellenio Protathlema 1937-1938
La Panellenio Protathlema 1937-1938 è stata la nona edizione del campionato di calcio greco conclusa con la vittoria dell'Olympiacos Pireo, al suo quinto titolo.
Capocannoniere del torneo fu Simeonidis (Olympiacos Pireo) con 4 reti.

## Formula
Le squadre partecipanti disputarono una prima fase a carattere regionale.
Le prime classificate dei gironi di Atene, Salonicco e Pireo si qualificarono alla fase finale dove disputarono un girone di andata e ritorno per un totale di 4 partite.

## Squadre partecipanti
| Squadra         | Città     | Stadio | Girone |
| --------------- | --------- | ------ | ------ |
| Apollōn Smyrnīs | Atene     |        | EPSA   |
| Arīs Salonicco  | Salonicco |        | EPSM   |
| Olympiacos      | Il Pireo  |        | EPSP   |

## Classifica girone finale
|                   | Pos. | Squadra         | Pt | G | V | N | P | GF | GS | DR  |
| ----------------- | ---- | --------------- | -- | - | - | - | - | -- | -- | --- |
| Grecia (bandiera) | 1.   | Olympiacos      | 8  | 4 | 4 | 0 | 0 | 14 | 6  | +8  |
|                   | 2.   | Apollōn Smyrnīs | 4  | 4 | 2 | 0 | 2 | 9  | 7  | +2  |
|                   | 3.   | Arīs Salonicco  | 0  | 4 | 0 | 0 | 4 | 4  | 14 | -10 |

Legenda:

      Campione di Grecia
Note:

Due punti a vittoria, uno a pareggio, zero a sconfitta.

### Verdetti
- Olympiakos Pireo campione di Grecia

## Marcatori
| Gol |  |  | Giocatore  | Squadra    |
| --- |  |  | ---------- | ---------- |
| 5   |  |  | Simeodinis | Olympiacos |
| 4   |  |  | Vazos      | Olympiacos |